# Byron Zappas

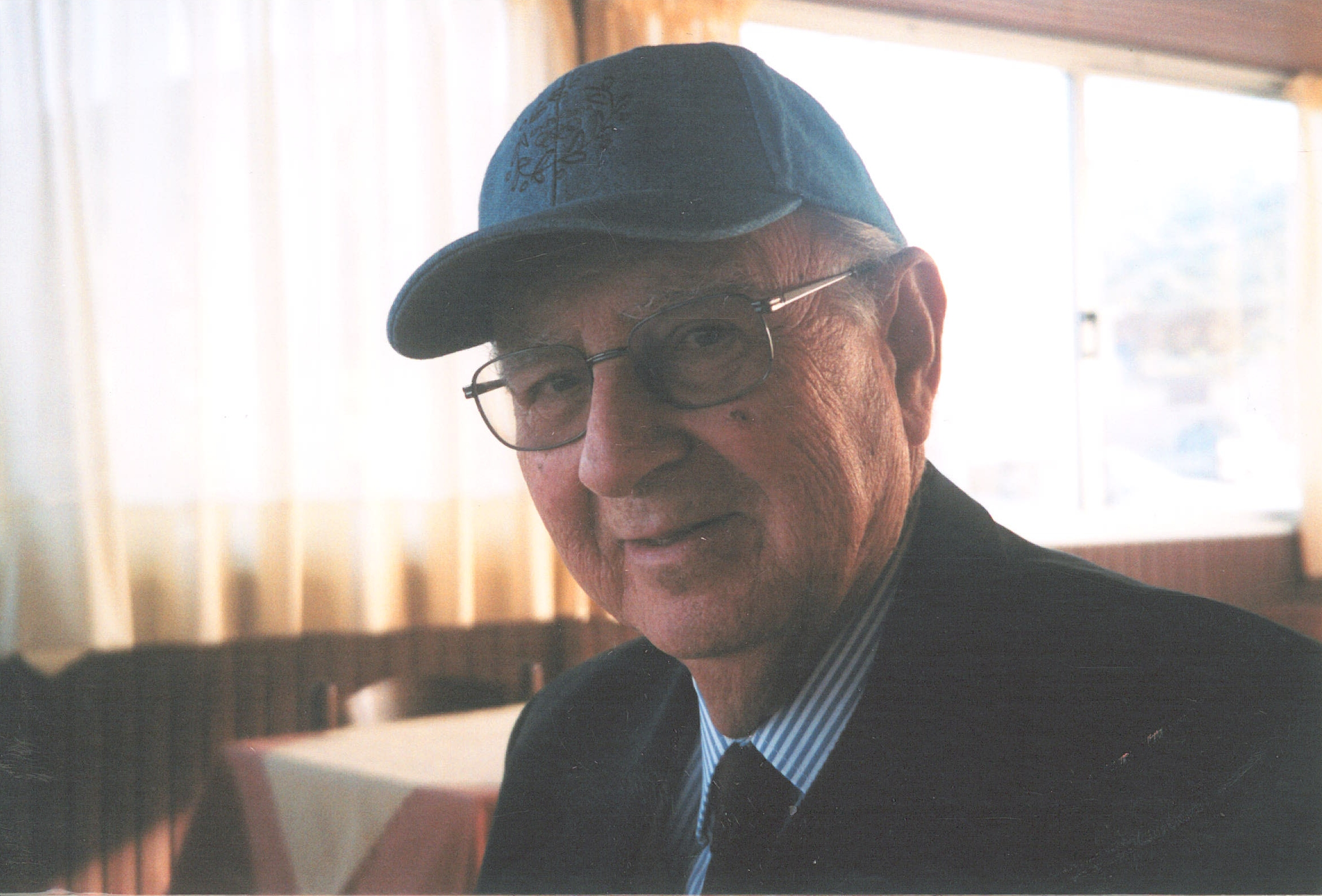
Byron Zappas, 2005 in Athen

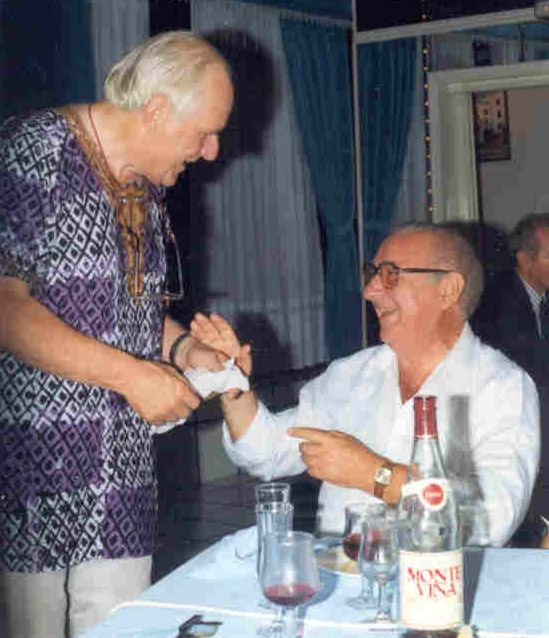
Byron Zappas (rechts) mit Norman Macleod auf dem Abschlussbankett der PCCC-Tagung 1990 in Benidorm

Byron Zappas (griechisch Βύρων Ζάππας, Vyron Zappas; * 6. Dezember 1927 in Athen; † 5. Januar 2008) war der erste griechische Großmeister für Schachkompositionen.

## Leben
Zappas erlernte im Alter von 14 Jahren Schach von seinem älteren Bruder. Unterstützt von Spyros Bikos, Ioannis Koutalidis und Basil Lyris begann er, Mattaufgaben in drei und nach kurzer Zeit auch in zwei Zügen zu komponieren. Er gründete mit Hilfe der Griechischen Schachföderation das Griechische Komitee für Schachkomposition. Zappas sorgte dafür, dass Griechenland Anfang der 1980er-Jahre der PCCC beitrat. Nachdem er 25 Jahre lang Delegierter Griechenlands bei der PCCC war, wurde er 2006 für die Ehrenmitgliedschaft nominiert.
1988 wurde Zappas Internationaler Preisrichter für Schachkomposition und 1993 Großmeister für Schachkomposition.
In den FIDE-Alben 1977–79, 1983–85 und 1986–88 war er der Komponist mit den meisten Punkten in der Zweizüger-Abteilung. Er komponierte zwar nur etwa 500 Probleme, jedoch erhielten davon etwa 100 Preise und mehr als 200 andere Auszeichnungen. Bis zum FIDE-Album 1998–2000 erhielt Zappas 84 Punkte.
Zappas war auch ein starker Partiespieler. Als er in den 1960er-Jahren auf Zypern lebte, wurde er dreimal hintereinander Meister. 1964 nahm er mit der zypriotischen Nationalmannschaft an der Schacholympiade in Tel Aviv teil mit einem Ergebnis von 3,5 Punkten aus 9 Partien.
Byron Zappas studierte Wirtschaft an der Universität von Athen und bildete sich nach beendetem Studium an der London School of Economics in Buchführung fort. In den 1960er-Jahren zog er nach Zypern. Er arbeitete zunächst an einer zypriotischen Schule als Lehrer. 1970 kehrte Zappas nach Griechenland zurück, wo er 1972 eine Stelle als Professor der Buchführung am Technological Educational Institute erhielt, die er bis zur Pensionierung besetzte. Er schrieb insgesamt vier Bücher über Buchführung. Zappas starb an den Folgen einer anhaltenden Krankheit.